# Îles Andaman-et-Nicobar
 (juillet 2016).
Si vous disposez d'ouvrages ou d'articles de référence ou si vous connaissez des sites web de qualité traitant du thème abordé ici, merci de compléter l'article en donnant les références utiles à sa vérifiabilité et en les liant à la section « Notes et références ».
Les îles Andaman-et-Nicobar (bengali : আন্দামান ও নিকোবর দ্বীপপুঞ্জ, hindi : अंडमान और निकोबार द्वीपसमूह, tamoul : அந்தமான் நிக்கோபார் தீவுகள், telugu : అండమాన్ నికోబార్ దీవులు, espagnol : Islas Andamán) constituent l'un des huit territoires de la république de l'Inde.
La superficie totale de ces îles est d'environ 8 249 km2. Elles sont situées à environ 1 380 km au sud-est de l'État d'Andhra Pradesh, en Inde continentale, et au sud-sud-ouest des côtes méridionales de la région d'Ayeyarwady, en Birmanie. Le territoire suit d'abord une orientation plutôt sud-sud-ouest, puis sud-sud-est, pour se terminer à 203 kilomètres au nord-ouest de l'île indonésienne de Sumatra. Elles comprennent deux groupes d'îles, les îles Andaman et les îles Nicobar, séparés par le 10e parallèle nord et tous deux compris dans la mer d'Andaman.
La capitale du territoire est Port Blair.
Géographiquement, les îles Andaman-et-Nicobar font partie de l'Insulinde. Elles séparent la mer d'Andaman, à l'est, du golfe du Bengale, à l'ouest.

## Toponymie

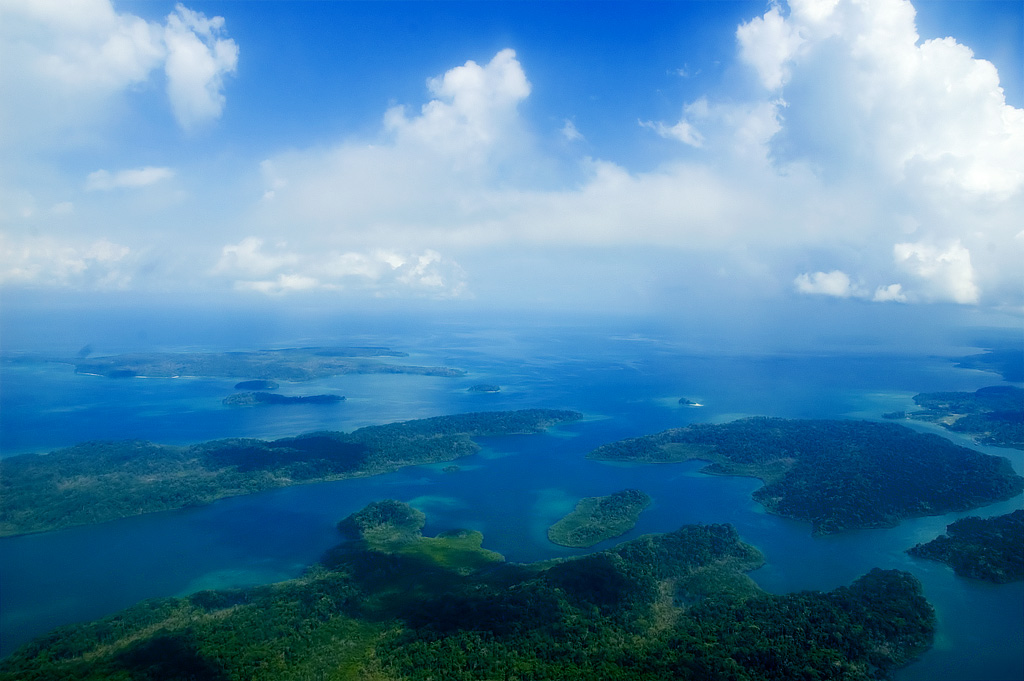
Les îles Andaman.

Selon certaines sources, l'origine du nom Andaman proviendrait de Handuman, la forme malaise du nom du dieu hindou Hanuman.
Toutefois, une étymologie alternative est plus souvent avancée. Andaman viendrait de la traduction du sanskrit nagnamanaba, signifiant « homme nu », le mot Nicobar venant lui aussi du tamil nakkavaram signifiant « nu ». Ceci semble corroboré par l'appellation chinoise désignant ces contrées, Ch'u luan-wu (litt. « pays des montreurs de testicules »),. Il est possible que ces dénominations aient leur source dans l'observation de loin des Andamanais, populations autochtones des îles qui, jusque vers la fin du XXe siècle, vivaient en effet nus.
Voici quelques îles : South Sentinel Island, North Sentinel Island, Petite Andaman...

## Histoire

### Premiers habitants
Des études archéologiques estiment l'arrivée des premiers humains dans l'archipel il y a plus de 2 200 ans. Cependant, des études génétiques et anthropologiques mettent en évidence que les populations autochtones de l'archipel des Andaman ont été isolées des autres populations dès le Paléolithique moyen.
À la suite de cela, les Andamanais se sont diversifiés dans des groupes territoriaux distincts linguistiquement et culturellement.

### Ère pré-coloniale
Au XIe siècle, Rajendra Chola Ier, roi indien de la dynastie des Chola, conquiert les îles Andaman pour les utiliser comme base navale stratégique pour contrer l'influence grandissante de Sriwijaya, situé dans l'île de Sumatra en Indonésie. Il a appelé les îles Timaittivu (« îles impures » en tamoul).
Au XVIIe siècle, les îles ont fourni une base maritime temporaire pour les navires des Marathas. L'amiral Kanhoji Angria a établi sa suprématie navale avec une base dans ces îles.

### Époque coloniale
Les Britanniques utilisèrent l'archipel comme prison pour les membres du mouvement pour l'indépendance de l'Inde. Cet emprisonnement s'appelait le Kalapani et ce bagne était surnommé la « Sibérie de l'Inde britannique ».
C'est en 1789 que les Britanniques établirent une base navale et une colonie pénitentiaire sur les îles. En 1796, ils l'abandonnèrent en raison d'épidémies de paludisme. Mais après la révolte des cipayes de 1857 en Inde contre la Compagnie anglaise des Indes orientales, les autorités britanniques voulurent une prison sécurisée dans une région éloignée. Ils entreprirent la même année sa construction à Port Blair, la capitale des îles Andaman et Nicobar.
La plupart des prisonniers étaient des opposants politiques aux Britanniques. La prison comprenait 698 cellules conçues pour l'isolement ; chaque cellule mesurait 4,5 m de long, 2,7 m de large avec une fenêtre de ventilation unique à 3 mètres du sol. Le nombre de prisonniers qui sont morts entre ses murs est estimé à plusieurs milliers, en raison de mauvais traitements, tortures, conditions de vie et de travail très difficiles.

### Seconde Guerre mondiale
Les Britanniques occupèrent l'archipel jusqu'à ce que les Japonais s'en emparent au cours de la Seconde Guerre mondiale. Les îles furent alors placées sous l'autorité du Gouvernement provisoire de l'Inde libre dirigé par Subhash Chandra Bose (ou Netaji).
Avec l'indépendance de l'Inde en 1947, l'archipel devint un territoire de l'Union.

### Tsunami en 2004

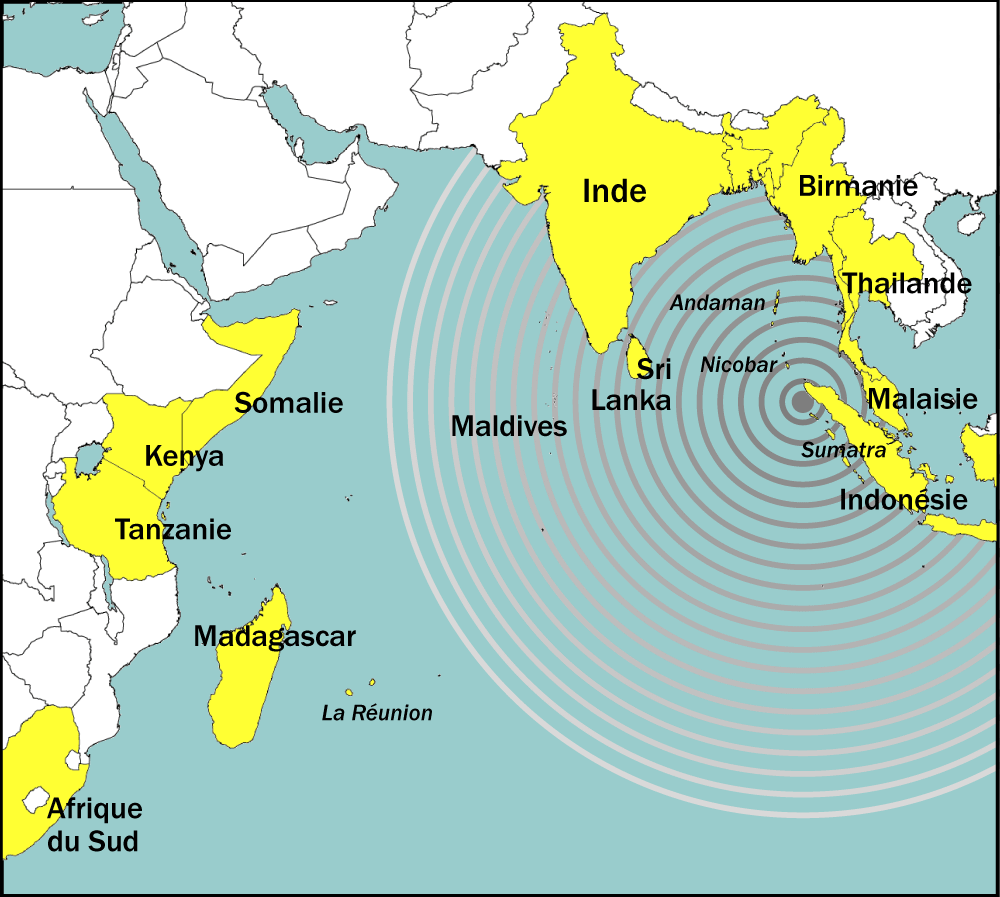
Localisation de l'épicentre du tsunami de 2004

Le 26 décembre 2004, l'archipel a été dévasté par le tsunami qui a suivi un tremblement de terre. On estime à 7 000 le nombre de personnes mortes lors de la catastrophe.
L'archipel proche de l'épicentre a subi de nombreux dégâts.
Les dégâts créés lors de la catastrophe ont été accentués par le fait que les littoraux des îles Andaman et Nicobar étaient pratiquement dépourvus d’infrastructures et demeuraient à l’écart de tout investissement en matière de prévention des risques. De plus, le fait que les îles appartiennent à l'Union indienne alors qu'elles se situent loin n'a pas aidé à la réactivité des secours.
Les autorités indiennes se sont inquiétées que les Grands Andamanais aient péri dans le tsunami mais ils s'en sont sortis indemnes. Ils ont eu le temps de se réfugier à l'intérieur des terres et selon des anthropologues ils auraient été avertis du danger grâce à la « nature » (notamment par les animaux).
Néanmoins, leur habitat a été gravement endommagé. Comme ils se nourrissent de ressources naturelles, la destruction des littoraux peut être très dangereuse pour leur survie. En effet, certaines mangroves où ils pêchaient ont été entièrement dévastées.

## Géographie

Carte topographique des îles Andaman-et-Nicobar

Le territoire est formé de deux archipels : les îles Andaman et les îles Nicobar. Il compte plus de 570 îles, parmi lesquelles 38 sont habitées de manière permanente. La plupart de ces îles (environ 550, dont 26 habitées) appartiennent à l'archipel des îles Andaman, les îles Nicobar ne comptant que 22 îles (12 habitées). Les Andaman sont séparées des Nicobar par les 150 kilomètres du passage du dixième parallèle (en).
La superficie totale des îles Andaman est d'environ 6 408 km2, celle des îles Nicobar d'environ 1 841 km2.
Les îles sont desservies par des aéroports celui de port Blair, Car Nicobar AFS et l'INS Baaz ce sont aussi des bases des forces armées indiennes en développement pour assurer le trafic maritime.

## Démographie
Selon le recensement de l'Inde de 2011, la population du territoire de l'Union des îles Andaman et Nicobar était de 379 944, dont 202 330 (53,25 %) étaient des hommes et 177 614 (46,75 %) étaient des femmes. Le sex-ratio était de 878 femmes pour 1 000 hommes.
La population vit majoritairement dans les îles Andaman. En effet, seulement 10 % de la population vivait dans les îles Nicobar.
Les îles Andaman sont aujourd'hui habitées par une majorité de Bengalis hindouistes venus du Bengale oriental (actuel Bangladesh) lors de la partition des Indes en 1947. De son côté, le gouvernement indien a incité la population à venir s'installer sur l'archipel en  offrant des terres. Il en est résulté un très fort accroissement de la population des îles. Ainsi la majorité de la population est hindouiste, mais on trouve aussi beaucoup de chrétiens et une importante minorité musulmane.
L'archipel est également peuplé par une population indigène qui vit relativement isolée. (On définira ici indigène comme une personne appartenant à une population implantée dans un pays avant sa colonisation).
Bien que la population soit composée de 26 % de Bengalis, de langue bengalie, les langues de l'administration sont l'hindi et l'anglais. Entre 15 % et 20 % de la population maîtriserait à des degrés divers l'hindi. Comme l'anglais ou l'hindi, le bengali n'est pas une langue autochtone, mais elle est présente dans l'archipel surtout depuis 1947 et 1971-1973 et la guerre d'indépendance du Bangladesh contre le Pakistan avec la fuite de nouveaux réfugiés hindous du Bengale oriental.

## Population indigène
La population indigène est constituée de plusieurs tribus. Ils sont cependant tous des chasseurs-cueilleurs et sont aussi appelés « Négritos ». Le nom générique de Négritos vient de leur apparence physique. Leur physionomie est nettement distincte de celles des peuples asiatiques qui les entourent ; plus petits, avec une peau très foncée. Certains anthropologues les considèrent comme les premiers humains ayant quitté l'Afrique et, d'après des tests ADN, leurs plus proches parents seraient les Bochimans du désert du Kalahari (Afrique australe).
Les cinq ethnies recensées sur les îles Andaman, ou Andamanais, d'apparence et de mode de vie très similaires, sont regroupées en deux groupes :
- Les Grands-Andamanais (en) : à l’arrivée des Britanniques il y a 150 ans, les Grands Andamanais représentaient une population de 5 000 personnes. Lorsque les Britanniques prirent possession des archipels, en 1848, des Grands Andamanais moururent en défendant leur territoire, ou succombèrent au choléra ou au paludisme. Puis l'Inde, en 1947, instaura une relation de dépendance forcée, qui fragilisa leur culture. L'introduction de la monnaie mit fin au système de troc. Puis, au nom de leur "préservation", ils furent déplacés, dans les années 1970, sur Strait Island, et logés dans des maisons préfabriquées. Devenus sédentaires, les Grands Andamanais ont cessé de chasser et de pêcher. Ils dépendent depuis entièrement des aides du gouvernement pour leur alimentation maintenant constituée de dal (lentilles), de riz ou de biscuits. Ils ne sont aujourd’hui plus que 52 selon l'ONG Survival International qui lutte pour leur survie. Ainsi, on les considère comme le plus petit peuple au monde en nombre de personnes. Leur acculturation progresse notamment car les enfants apprennent l'hindi[13].

- Un groupe Onge-Jarawa, regroupant :
  - Les Sentinelles : la population sentinelle compte entre 50 et 200 individus. Ils n’ont établi aucun contact amical avec le monde extérieur, et sont d'ailleurs considérés comme le peuple le plus isolé du monde. Ils vivent sur leur propre île (l'île de North Sentinel) d’une superficie de 47 km2 et s’attaquent à quiconque s’en approche. De ce fait, les informations les concernant sont très fragmentaires[14].Déclin de la population indigène des îles Andaman entre 1800 et 2004

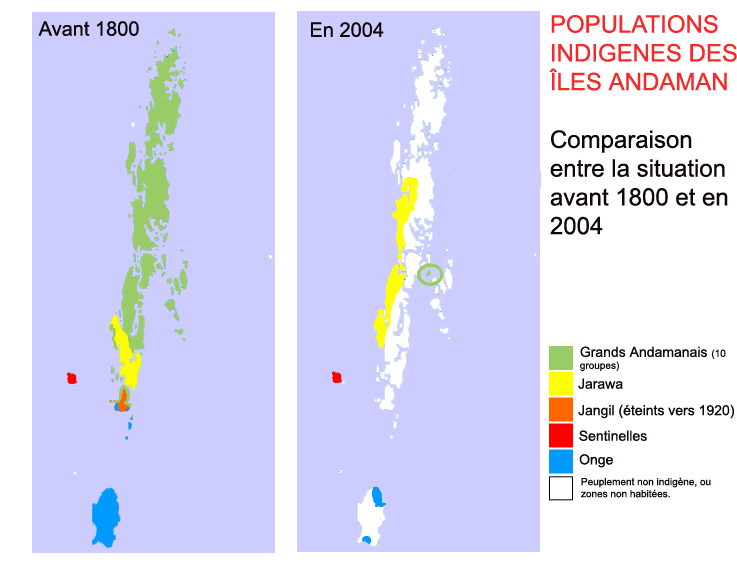
Déclin de la population indigène des îles Andaman entre 1800 et 2004

  - Les Jarawa ou Ya-eng-nga : ils sont eux aussi restés volontairement isolés des colons qui se sont installés sur leurs îles au cours des cent-cinquante dernières années, faisant preuve d’une hostilité constante envers les envahisseurs cherchant à empiéter sur leurs terres et chassant leur gibier. Leur nombre est passé de 8 000 avant la colonisation britannique à moins de trois cents aujourd'hui. Les Jarawa ont conservé leur culture, dans une réserve située au nord de Port-Blair. Les autorités ont constitué un groupe de contact chargé d'effectuer la médiation entre la tribu et l'administration, afin de protéger les Jarawa des braconniers, venus de Thaïlande ou de Birmanie, qui pêchent des crabes et des tortues géantes, mettant en péril les ressources alimentaires et risquent d'introduire des maladies. Mais la médiation se fait difficilement. Pour protéger les Jarawa, la proposition d’interdire l'accès à leur réserve a été faite. Mais cela impliquerait de fermer la route qui traverse leur forêt. En 2004, la Cour suprême indienne a ordonné sa fermeture, après une plainte déposée par l'ONG Survival International mais cette décision n'a pas été mise en œuvre[13]. "Nous sommes l'Humanité" est un film documentaire sur des chasseurs Jarawa, tourné par Alexandre Dereims et Claire Beilvert, un journaliste et une photographe de presse française , qui ont réussi à les rencontrer.
  - Les Onge, dont il ne reste aujourd’hui que quatre-vingt-dix-neuf membres. La réserve qu’ils occupent sur la Petite Andaman couvre moins du tiers de leur territoire originel. Leur population a, elle aussi, tragiquement diminué de plus de 85 % au cours de ce dernier siècle, du fait de mauvais traitements de la part des colons, de l'introduction de maladies ou de l'alcool. Sur l'île de la Petite Andaman, les autorités ont voulu donner du travail à la tribu des Onge, en y développant une plantation de cocotiers et en favorisant l'élevage de bétail. Mais l'initiative fut un échec. Dans le même temps, une portion de l'île accueillait des réfugiés du Bangladesh, et une partie de la forêt était exploitée, réduisant l'habitat des Onge. Ces derniers ont donc un plus petit territoire pour chasser ce qui met notamment en danger leur capacité d'autosuffisance.
  - Les Jangil (en), ou Rutland Island Aka Bea, population qui vivait sur sa propre île (Rutland), présumée disparue dès 1931.
- Les Nicobarais autochtones, probablement les descendants de populations originaires de Malaisie et de Birmanie, et qui parlent des langues môn-khmer mais également le birman, l'hindi et même l'anglais[15]. Ils vivent dans de très denses forêts, principalement sur l’île de Grande Nicobar. On dispose de très peu d’informations sur cette population, car le gouvernement indien interdit toute visite touristique, et de toute façon à tout non-indien. On les répartit en deux groupes :
  - les Nicobaris (27 000) : Bompoka (île de Poahat), Car (île de Car), Chowra, Nancowry, Nicobaris méridionaux, et  Teressa (île de Teressa),
  - les Shompen ou Shom Peng (400 locuteurs).

## Tourisme

### La croissance du tourisme
Les îles Andaman et Nicobar sont encore assez méconnues mais elles deviennent de plus en plus touristiques. En effet, elles attirent pour leurs immenses plages (sur l'île d’Havelock, la «Beach Number 7» ou «Radha Nagar Beach» a été élue plus belle plage d’Asie par le Time Magazine ) , leurs îles vierges et les opportunités pour les sports d'aventure comme la plongée sous-marine. Selon les estimations officielles, le flux de touristes a doublé, passant de 130 000 en 2008 à près de 300 000 en 2012.

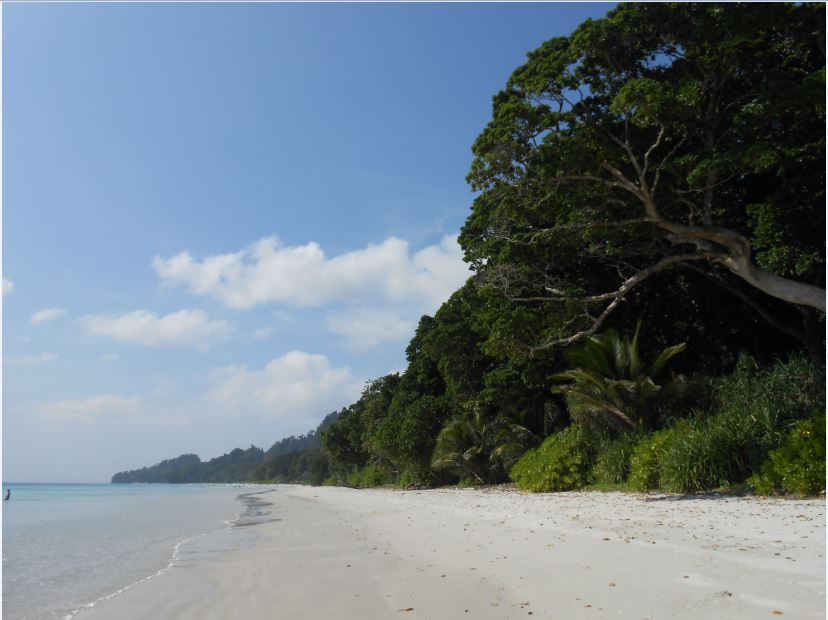
Plage de Radha Nagar (île Havelock)

Néanmoins, l'afflux de touristes n'augmente pas assez pour certains. Le tourisme pourrait se développer en améliorant les infrastructures, notamment de l'aéroport. Mais la population locale s'est opposée à la création d'un aéroport international pour préserver l'archipel et le projet a été annulé.
La capitale de l'archipel Port Blair possède des lieux de visites comme l'ancienne  prison et ses cellules, le parc national marin Mahatma Gandhi, le complexe aquatique Andaman, le moulin à scie Chatham, le musée de la forêt ou encore le musée naval.

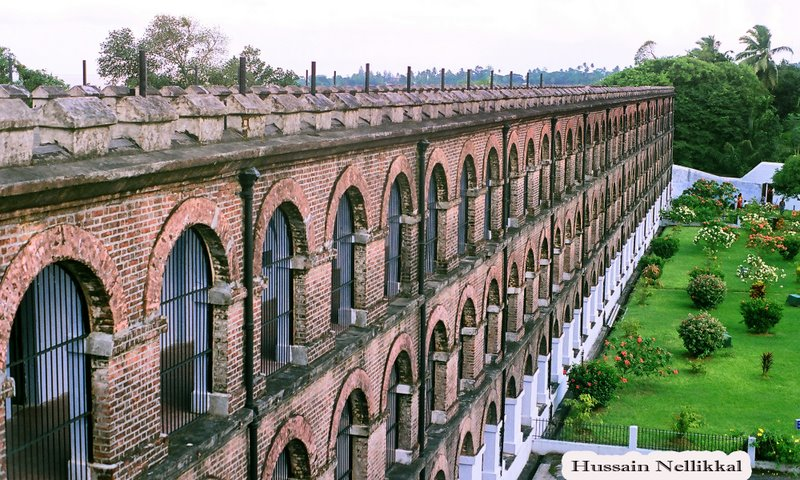
L'ancienne prison de Port Blair, aujourd'hui transformée en musée.

Les touristes indiens n'ont pas besoin d'un permis pour visiter les îles Andaman, mais s'ils veulent visiter une zone où vivent les populations indigènes, ils ont besoin d'un permis spécial du commissaire adjoint de Port Blair. Des permis sont requis pour les ressortissants étrangers. Pour les ressortissants étrangers arrivant par avion, ceux-ci sont accordés à l'arrivée à Port Blair.
Sur le reste des îles, certaines zones sont dites « militaires » et sont interdites aux étrangers et aux touristes, du fait du contexte géostratégique de l'archipel. En effet, la situation géographique des îles, proches notamment du détroit de Malacca, constitue un véritable atout pour l'Inde.
Accéder aux îles n'est pas des plus évidents. Il n’existe pas d’aller/retour simple depuis la France pour les îles Andaman et Nicobar. Pour se rendre sur l'archipel, il faut prendre un vol ou un bateau à Chennai ou Calcutta, les deux seules villes indiennes qui proposent des liaisons pour Port Blair.

### Les problèmes liés au tourisme
- Sur le territoire des Jarawa, des voyagistes organisent des safaris humains. Des touristes payent pour observer les Jarawa. Des bus traversent la réserve Jarawa. Des vidéos ont révélé des comportements extrêmement choquants de la part des visiteurs. La route qui traverse la réserve est ponctuée de panneaux indiquant aux touristes de ne pas nourrir ni donner de vêtements aux autochtones. Pourtant, beaucoup s'amusent à distribuer à manger en échange de danses et autres humiliations infligées aux indigènes. Les Jarawa, exposés de la sorte aux influences extérieures, courent un grand danger : maladies, agressions sexuelles, perte de leur identité, forte mortalité, alcoolisme[20].
- Le tourisme apporte de la pollution et a de lourdes répercussions écologiques sur l’équilibre de l'archipel. Des dégâts sont d’ores et déjà mesurés dans l’eau de mer, et d’autres sont bien visibles en surface. Les coraux ont perdu en qualité et en nombre (de 30 % environ). Et on observe désormais des bouteilles en plastique disséminées un peu partout sur les îles et sur les rivages. Les déchets plastiques constituent le principal fléau apporté par le tourisme : l’île n’étant dotée d’aucune structure de traitement des déchets, ceux-ci sont soit ponctuellement incinérés par la population locale, soit laissés dans la nature[18].

## Culture
Les îles Andaman sont évoquées dans l'une des aventures de Sherlock Holmes : Le Signe des quatre.
Le film documentaire d'Alexandre Dereims, Nous sommes l'humanité, sur et avec une tribu Jarawa, est sorti en 2018.
Jules Verne mentionne les îles du Grand-Andaman, et « sa pittoresque montagne de Saddle-Peak, haute de deux mille quatre cents pieds » dans le chapitre 16 du roman Le Tour du monde en quatre-vingts jours. Il ajoute que l'île est habitée par les « sauvages Papouas », dont Jules Verne précise bien qu'on les a assimilés à tort à des anthropophages.
Un très beau roman de Shubhangi Swarup, Dérive des âmes et des continents (Latitudes of Longing) se situe aux îles Andaman (collection Suites, éditions Métailié, 2022, traduction de l'anglais par Céline Schwaller).